# Movimiento Social Revolucionario
El Movimiento Social Revolucionario (en francés: Mouvement Social Révolutionnaire - MSR) fue un movimiento fascista fundado en Francia en septiembre de 1940. Su fundador fue Eugène Deloncle, quien anteriormente estaba asociado con La Cagoule (CSAR).
El MSR apoyó el regreso de Pierre Laval al gobierno de Vichy de Petain, después de que fuera destituido del gobierno en diciembre de 1940. Colaboraron con el Rassemblement National Populaire (RNP), que se fundó en enero de 1941 y del cual el MSR se convirtió en una facción .
Una división en el RNP se produjo después de que el Frente Oriental se abriera en julio de 1941 y se formara la LVF. Otro líder de la RNP fue Marcel Déat, que tenía la confianza de Laval. Cuando descubrió que Deloncle estaba conspirando contra él, hizo que él y su facción fueran eliminados del RNP. Deloncle también llevó a muchos miembros del ala paramilitar de la RNP con él.
En octubre de 1941, Deloncle conspiró contra siete sinagogas parisinas con la ayuda de un oficial local de las SS, Hans Sommer, quien proporcionó los explosivos para el ataque.
Más divisiones en el MSR ocurrieron durante el próximo año, ya que Deloncle se ocupó más con el LVF. Las otras facciones en ese momento se unieron en torno a Jean Filliol, un ex Cagoulard, y los revolucionarios Georges Soulès y André Mahé. El 14 de mayo de 1942 se completó un golpe de Estado contra la facción de Deloncle, que dejó a Deloncle sin futuro político. Fue asesinado dos años después en un tiroteo con la Gestapo, que sospechaba que había obtenido vínculos con los Aliados. Por un tiempo, en 1942, el liderazgo pasó a Jean Fontenoy.
Filiol comenzó a conspirar contra Laval, cuyo gobierno lo internó en octubre de 1942. La facción Soulès restante del MSR se trasladó a una posición antialemana, pero desapareció al final de la guerra.